# 紀州備長炭振興館
紀州備長炭振興館（きしゅうびんちょうたんしんこうかん）は、和歌山県日高郡みなべ町にある町立の施設。
平成の大合併が行われる前の南部川村（現・みなべ町）が備長炭の生産量日本一であったことから、株式会社アルケミストからの申し入れを受けコミック/アニメの『びんちょうタン』をマスコットキャラクターとしている。なお、合併後の生産量日本一は日高川町に変わっている。
紀州備長炭振興館手前では看板娘であるびんちょうタンが出迎えてくれる（看板には担当声優である野中藍のサイン入り）。
施設入り口にはみなべ町限定のガチャポンや炭付きぬいぐるみなどびんちょうタングッズが売られていて、展示コーナーにはいろいろな地域の備長炭や備長炭で作った作品（炭木琴等）が展示されている。また館内では炭焼きの見学も出来る。

## アクセス
- 鉄道 : 西日本旅客鉄道（JR西日本）紀勢本線南部駅より龍神バス西行きで40分、バス停：石倉下車、徒歩5分
- 車 : 阪和自動車道みなべICで降り、すぐ右折。国道424号を竜神温泉方面へ約30分走る

## 所在地
- 和歌山県日高郡みなべ町清川1267

## 開館時間
- 開館時間　午前8時30分～午後5時
- 休館日　毎週土曜日

## 歴史
- 1991年4月 - 紀州備長炭振興館開館
- 2006年11月18日・19日 - びんちょうタンふるさとの旅「里山体験ツアーinみなべ町」 が開催される。

## 関連事項
- 備長炭
- 道の駅紀州備長炭記念公園